# Johannes Fatio

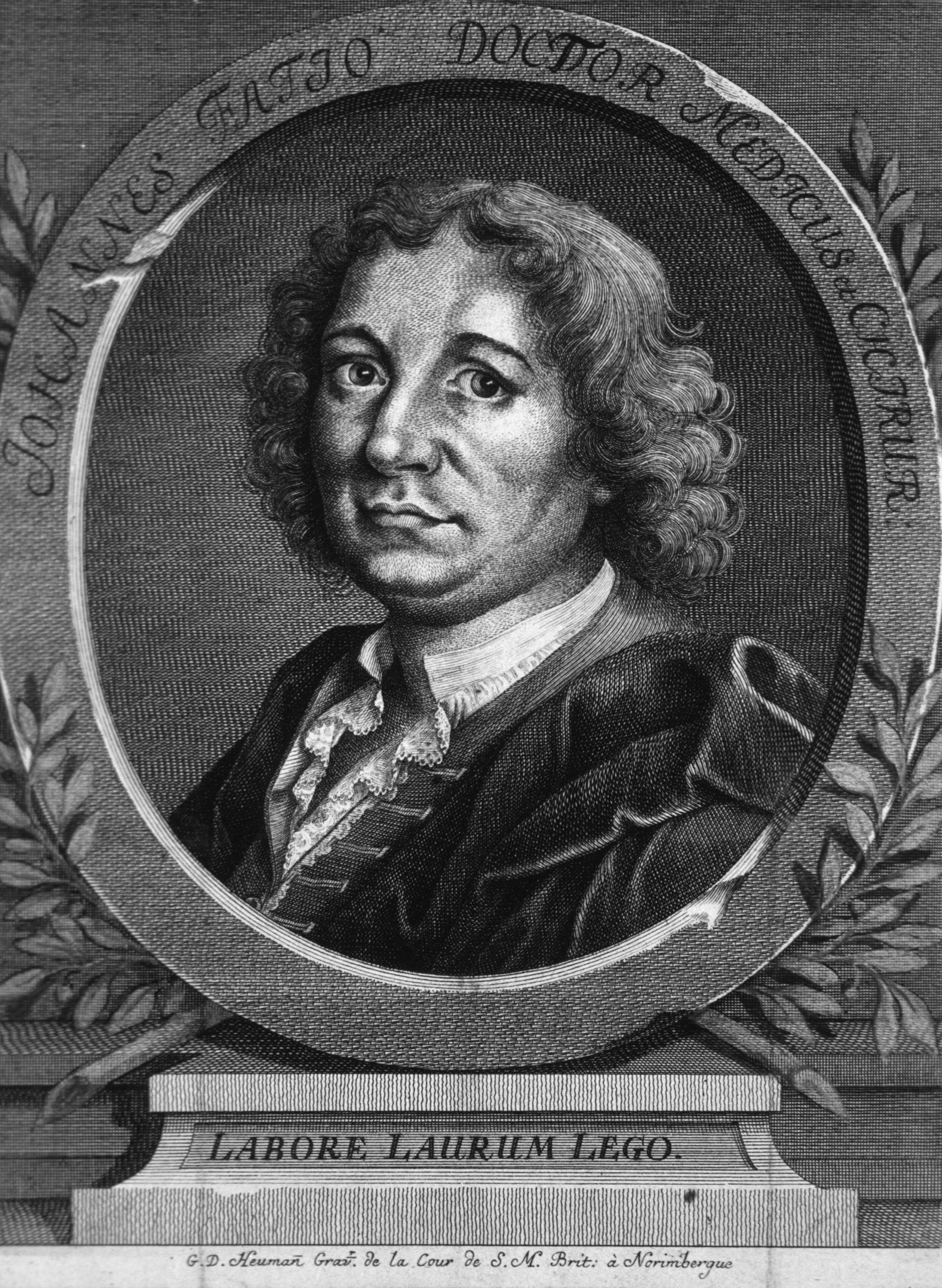
Johannes Fatio

Johannes Fatio, verzeichnet (verdeutscht) auch als Johann Faty (* 14. Juni 1649 in Basel; † 28. September 1691 ebenda) war ein Schweizer Wundarzt und Geburtshelfer.
Er war Sohn eines aus dem Ossolatal stammenden Basler Bürgers und Kaufmanns, der wegen seines evangelischen Glaubens in das bündnerische Veltlin emigriert und dort 1620 knapp dem Veltliner Mord entgangen war, und der Tochter des angesehenen Juristen Jacob Henricpetri (1593–1660), Christina Henricpetri. Johannes Fatio studierte an der Universität Basel, erwarb aber den Doktortitel nicht dort, sondern an der Universität von Valence. Deshalb lehnte die Basler Universität seine Aufnahme als Aggregatus in die Medizinische Fakultät ab und sah in ihm, im Gegensatz zu angesehenen Ärzten seiner Zeit, sogar einen Kurpfuscher. Fatio, der als Wundarzt 1672 in die Schererzunft „Zum goldenen Stern“ aufgenommen worden war, betätigte sich erfolgreich als zünftischer Chirurg und Geburtshelfer. Er verfasste die 50 Jahre nach seinem Tod anonym herausgegebene Helvetisch-Vernünftige Wehe-Mutter, ein Lehrbuch der Geburtshilfe, und führte, konsultiert von dem Wundarzt Samuel Braun, eine erste erfolgreiche Trennung von am Bauch verbundenen Siamesischen Zwillingen durch.
In den politischen Unruhen von 1691, dem sogenannten 1691er-Wesen, löste er seinen Vetter Jakob Henricpetri (* 1644) als Führer der Ausschüsse ab. Nach der Spaltung der Aufstandsbewegung, die schließlich zum Umschwung führte, wurde Fatio mit seinem Schwager, dem „Chirurgus“ Hans Konrad Mosis, und dem Weißgerber Johann Jakob Müller als Hauptverantwortlicher zum Tod verurteilt und auf dem Marktplatz enthauptet. Sein misshandeltes und entstelltes Haupt wurde, erwirkt von den rachsüchtigen Siegern, auf einer eisernen Stange über dem Lällekönig des Rheintors aufgesteckt, wo es mehrere Jahrzehnte belassen wurde.